# 追族
《追族》（英語：In Cold Blood）是香港麗的電視的長篇時裝劇集。

## 故事
雍、利、羅是香港的名門望族，三家人除生意合作外，兩代間並互有千絲萬縷、錯縱複雜的感情關係。其中雍叔安（王偉飾演）舉家在農曆新年前的一個冬季晚上慘遭滅門劫殺，引起好奇的副刊女記者莊吉寅（馮寶寶飾演）去探入調查，期間與雍家長子嫡孫雍景倫（萬梓良飾演）由敵對轉變成愛情。最後在臨近清明節前，找到兇手趙潤財（郭鋒飾演）原來僅為錢財而劫殺。卻造就了雍景倫與莊吉寅結婚的結局。

## 演員
- 莊婁拱璧（羅艷卿飾演）：25年前曾心儀其同學雍肇齡，可惜雍肇齡只利用她來刺激利重卉。後來想通了，反過來協助雍肇齡及利重卉打開心結，放膽相愛。
- 莊吉寅（馮寶寶飾演）：婁拱璧的獨生女兒，一位牙尖嘴利的精明女記者，負責報紙「婦女版」。一心想查找雍、利、羅三家的資料寫書。在追查雍叔安全家遇害的事件過程裡，與雍家長子鏑孫雍景倫因吵嘴而擦出愛火，相戀結合。
- 元文翰（張之玨飾演）：律師，莊吉寅的追求者之一，後被雍景倫橫刀奪愛，無意中與羅潔萍搭上。
- 雍肇銘（陳有后飾演）：雍家老太爺，舊頭腦人物，喜愛研究古玩，對髮妻彭澤雲並無愛意，只有責任上的感情，但對妾丁曉芳卻寵愛有加，常被丁曉芳迷惑而作出傷害家人的錯誤決定。
- 彭澤雲（黃曼梨飾演）：雍肇銘盲婚髮妻，出身書香世代，典型傳統婦人，賢德忍耐而安於天命。
- 張嬌（鄭雯霞飾演）：彭澤雲的近身女傭。
- 丁曉芳（馮真飾演）：雍肇銘妾，典型的陰險小人，從前是粵語片天皇巨星，擅看風駛悝，最識討雍肇銘歡心，經常針對雷祖怡及攪是攪非，弄得雍家長房雞犬不靈從中取利。後來惡有惡報，因為私生子雍季祥的事件曝光，兒子騙取其首飾逃走後，憶子成狂，進入精神病院。
- 雍肇齡（張瑛飾演）雍肇銘五弟，外國知名大學教授，為人洒脫、精明而冷靜，處事大方得體，和雍肇銘之思想相異，雍家一切冷眼旁觀，年輕時與外甥女利重卉之一段感情更是銘銘在心。
- 雍伯謙（梁天飾演）：雍肇銘之長子，器量狹窄，深愛填房雷祖怡和長子雍景倫有代溝，對三弟雍叔安之得人心和成就感不快。
- 雷祖怡（盧宛茵飾演）：雍伯謙填房，最初只在茶樓賣點心，後來成為當紅粵語片明星，那時已與利重基談戀愛，後來嫁入雍家後便洗盡鉛華，表面上面面俱圓，骨子裡卻和丁曉芳針鋒祖對。她婚後仍與利重基保持有私情，更因此曾到夏威夷墮胎並染上性病；更因此被金周菁勒索而最終離開雍家，到英國倫敦自力更生。
- 雍景倫（萬梓良飾演）：雍伯謙長子，胸懷廣闊，不重小節，對雍叔安有好感。最初與羅潔萍談戀愛，後來因吵嘴愛上女主角莊吉寅，最後倆人結婚。
- 雍景霞（張美璉飾演）：雍伯謙次女，冰雪聰明，從表姊利嘉萱手上，橫刀奪愛搶走羅樹人，嫁與羅樹人為妻，然而不出三個月倆人已告感情終結，羅樹人出走歐洲，她只能空掛「羅樹人夫人」的名份。
- 娥姐（郭少文飾演）：雍家大宅的呆笨女傭，此演員是20世紀40年代的廣州歌伶，擅長唱「大喉」。
- 雍仲和（陳振華飾演）：雍肇銘次子，沒有大作為，患有潛伏性精神病，自知不善交際和不受歡迎，鬱鬱寡歡，被父親安排當總經理管理雍家的『逍遙旅行社』，卻常被胡作非為的雍季祥拉作背黑鍋，被父親責備後，在乘搭航機到新加坡公幹途中，服用過量安眠藥，在航機裡逝世。
- 袁佩環（梁淑莊飾演）：雍仲和妻，出自破落家庭，雖處處為夫著想卻不得夫意。
- 雍繼堯（林國雄飾演）：雍仲和獨子，天主教神學院的學生，與其父一樣患有潛伏性神經病，暗戀自己之三嬸利樂眉。
- 阿盈（陳麗雲飾演）：服務於雍仲和的海景住宅裡的女傭。
- 雍叔安（王偉飾演）：雍肇銘長房幼子，最得其父歡心，健康，無不良嗜好，做事有魄力，繼承父業，為雍家建築、船務企業機構之首腦。依據雍叔安的遺囑，他的兩份相等的不動產，留給姊姊雍芷枚及侄兒雍繼堯。
- 利樂眉（苗嘉麗飾演）：雍叔安妻，與雍叔安原是表兄妹，淡撲自然，不善矯飾。
- 雍書瀛（伍若瑩飾演）：雍叔安長女。
- 雍學佳（陳子健飾演）：雍叔安次子。
- 王伯（黃宗保飾演）：原是雍叔安的花王，雍叔安逝世後，獨自住在元朗洪水橋，靠種植及販賣盆裁維生。
- 福伯（鄭君綿飾演）：元朗洪水橋居民，與王伯為鄰，常找他玩天狗及喝酒。
- 趙潤財（郭 鋒飾演）：年約30歲，籍貫廣東省台山縣，身高5英呎9英吋（1.75公呎），在臺灣因打架被關到監獄，與阿強閑聊，得悉雍叔安夾萬有巨額鈔票，因為垂涎雍叔安的財富，出獄後到香港，假意追求阿雁來探聽雍叔安的家居情況，劫殺雍叔安全家。後來更殺死阿強滅口。
- 雍芷枚（藍娣飾演）：彭澤雲的養女，雍伯謙及雍仲和的妹妹；雍叔安及雍季祥的姊姊，美麗出眾的畫家，但感於自己身世有自卑感，加上受丁曉芳作僅未能與愛人羅炳輝結合，婚姻與愛情又不如意，倆人只能偷歡在九龍城一棟大廈17樓D座，所以變得很沉默，與愛人羅炳輝的女兒羅潔萍是忘年的知己。為逃避此段受人非議的戀情，最後逃避至屯門青山公路別墅，最後卻仍然放不下羅炳輝。
- 阿雁（南鳳飾演）：原屬雍叔安的女傭，後來雍叔安安排她貼身照顧身體虛弱的姊姊雍芷枚，阿雁與阿瓊是好朋友。她曾經被趙潤財假意追求以探聽雍叔安的家庭資料，而墮入情網，後來發現趙潤財的陰謀，自怨害死雍叔安全家。
- 雍季祥（林錦堂飾演）：丁曉芳與一位導演所生的私生子，被雍肇銘誤以為己出，表面活潑知體人意，但卻是暗裡藏刀，凡事以丁曉芳作擋箭牌，一切心思行為均是典型之小人所為。單戀羅潔萍，伊人當然不為所動！他被雍肇銘安排當副經理管理雍家的『逍遙旅行社』，卻常被胡作非為亂搞「神醫旅行團」、「肉彈伴遊團」及走水貨毒品，常推雍仲和來背黑鍋。最後販毒東窗事發，騙取母親丁曉芳的首飾後，化名「陳志成」參加馮少松先生經營的旅行社之觀光團到大韓民國漢城及釜山，再逃走至西班牙被捕，由楊探長押回香港。
- 女秘書（黃綺碧飾演）：服務於雍家經營的『逍遙旅行社』。
- 利雍秀葵（唐若菁飾演）：雍肇銘及雍肇齡的胞姊，利家的一家之主，喜歡操控別人的專制長者，骨子裡非常疼愛其兒孫。
- 利重卉（白茵飾演）：利雍秀葵的長女，利重民的胞妹，本與四舅父雍肇齡相戀，可惜礙於禮教不能結合，她在26歲時與文可非結婚，後來離婚，返回利家協助經營家族生意，十分痛看不起庸碌無能之長兄利重民。一次醉酒後，被司機阿榮乘機迷姦，此後與阿榮保持不倫的肉體性關係。因為中東工程，寫信邀請雍肇齡回來香港，雍肇齡利用莊婁拱璧來刺激利重卉。後來莊婁拱璧想通了，反過來協助他們打開心結，放膽相愛。
- 文可非（梁漢威飾演）：一位自尊心重記者，與利重卉結婚不足一年便搭上陶如冰，與利重卉離婚。
- 陶如冰（梁雪薇飾演）：女作家，她是第三者引致利重卉與文可非婚姻破裂。
- 阿榮（黃樹棠飾演）：好色之徒，無論到了甚麼地方，都喜歡找女子做愛。原屬利重卉的司機，利重卉在一次醉後發浪，被他乘機迷姦，此後互相保持不倫的肉體性關係，成為利重卉的情人。後來他與雍叔安的女傭阿瓊相愛結合，離開利重卉。跟雍季祥帶毒品到臺灣販賣。
- 瓊姐（張月娥飾演）：纔嘴的胖妞，本是雍叔安的女傭，與阿榮談戀愛及產子。
- 利重民（胡楓飾演）：利雍秀葵的長子，庸碌無能之輩，原被安排管理利家的漂染廠，卻又有穿櫃桶底的記錄，被母親安排閑賦在家，不予涉足家族生意。終日賭狗馬及研究煮食。
- 黃昭明（江雪飾演）：利重民妻，典型家庭主婦。
- 利嘉萱（歐陽佩珊飾演）：利重民長女，反叛少女，本與羅樹人相戀，後被表妹雍景霞橫刀奪愛；一怒之下，隨手執起趙福榮，與他私奔到加拿大溫哥華閃婚，定居避世，然而大半個月後已與趙福榮分手，獨自在一所新開將的日本餐廳工作，期望積蓄一點錢後再讀書。羅樹人因工幹追求她至溫哥華，她拒絕羅樹人後，到學校半工讀唸書。
- 利嘉蓉（呂有慧飾演）：利重民次女，在雍家經營的『逍遙旅行社』當會計員。
- 簡仕良（艾 迪飾演）：畫則師，擅長看風駛舵的陰險小人，利嘉蓉的男朋友，追求利嘉蓉純為利家的財勢。
- 趙福榮（鍾偉強飾演）：畫則師，被利家萱選中，私奔到加拿大溫哥華閃婚，定居避世，可惜大半個月後，利嘉萱就離開了他。
- 利國棟（宋豪輝飾演）：利重民幼子，鋼琴教師。
- 海味妹（林司聰飾演）：在利國棟被綁架時負責照顧他的賊女，對利國棟有愛意，後來移居加拿大。
- 利重基（孫必勝飾演）：利雍秀葵的幼子，一名花花公子，擅於周旋於女人叢中。先後與羅潔萍、雷祖兒、菊音、邱小歡、Lily Wong … 等多位親友及艷星有染，後因向其姊利重卉索取港幣30萬元給金周菁勒索的款項不遂，駕走其姊的壞車時，交通失事死亡。演出此角色的孫必勝，是國父孫中山先生長兄孫德彰先生的嫡長曾孫。
- 秘書（周麗娟飾演）：原是利重基的秘書，非常口多。利重基死後，貼身服待利重卉。
- 慶嬸（李月清飾演）：本是雍叔安的家傭，雍叔安逝世後，改在利家工作。
- 琴姐（何鳳儀飾演）：利家的女傭，常常在不適當的時間發言，令利重民尷尬。
- 羅炳輝（張天河飾演）：原本是窮光蛋，與雍芷枚是同學，倆人相戀，可惜丁曉芳作從中作梗，未能成好事。娶麥素娟為妻，兩人沒有真正感情；後來羅炳輝發達，暗中金屋藏嬌在九龍城一棟大廈17樓D座，與雍芷枚保持戀情。
- 羅麥素娟（黎少芳飾演）：羅炳輝在的元配夫人，典型的小女人，深愛丈夫羅炳輝，卻未得到他的真愛。常在不適當時間發言，令家人感到尷尬，因此家人都不喜歡接近她，孤獨的女人。
- 羅樹人（陸柱石飾演）：羅炳輝長子，本與利嘉萱相戀，後來移情別戀迎娶雍景霞為妻。結婚不久即後悔，因公幹追尋利嘉萱至溫哥華，伊人已不為所動！回香港不久就與雍景霞攤牌，倆人需然仍保持夫婦名份，羅樹人獨自逃避到歐洲。
- 羅潔萍（禤素霞飾演）：羅炳輝幼女，冰雪聰明，本人與曾與利重基談戀愛，其父情婦雍芷枚是忘年的知己朋友，更常協助父親去見雍芷枚。與雍景倫分手後，搭上元文翰。
- 阿麗（徐意飾演）：羅家的女傭，對主子麥素娟的小女人行為亦非常瞧不起，對她說話時毫不尊重，常常語帶譏諷；
- 張探長（凌文海飾演）：精明能幹的警察。
- 張探長夫人（葉德嫻飾演）：十三點小女人。
- 楊探長（許紹雄飾演）：籍貫上海，面懵心精，扮豬食老虎，常常能夠盤問到一些線索。
- 菊音（馬敏兒飾演）：國語女歌手，本與窩囊廢梅濟仁先生結婚，後離異仍時常接濟他。先後與利重基及利樂眉有染。因服食過量興奮劑與烈酒而昏迷，送院留醫兩天後斃命！
- 梅濟仁（陳彼得飾演）：一名窩囊廢，曾與女歌手菊音結婚，後來離異後，菊音仍時常接濟他。
- 邱小歡（程宜薇飾演）：籍貫廣東省的國語女歌手，與菊音及利重基皆有染。
- 金周菁（梁舜燕飾演）：與丁曉芳同一年代的粵語片二線演員，沒有正式結婚，與金姓警察督察同居，退休後經營製衣廠，期望抓得港幣30萬元，移居美國加利福尼亞州羅省，經常勒索多位娛樂圈裡的朋友，包括：菊音、雷祖兒；最終成功從雍伯謙處，勒索得港幣30萬元。
- Lily Wong（柳影虹飾演）：一位女歌手，與利重基有染；
- 喬叔（譚一清飾演）：報館編輯，莊吉寅的報館同事。
- 阿能（鄧振全飾演）：記者，莊吉寅的報館同事，常常報料給她。
- 郁醫生（鄒世孝飾演）：經營有自己醫務所的西醫，雍、利、羅三家的家庭醫生，甚至會為他們提供出診服務，幾乎《追族》劇裡所有人物生病時皆找他醫療或取藥；
- 蘇姑娘（蘇淑萍飾演）：在郁醫生醫務所工作的護士；
- 阿強（朱鐵和飾演）：雍叔安的舊司機，喜歡阿雁，後來為雍季祥帶海洛英毒品到臺灣，第一次就事敗，被關進監獄，與隔鄰監犯趙潤財，閒聊時告訴他雍叔安的財富，出獄後在基隆港當苦力，住在基隆，接待訪臺灣的阿榮。後來偷渡返回香港，被趙潤財在元朗洪水橋殺滅口。
- 基叔（許英秀飾演）：鯉魚門士多的老闆，一位慈祥的長者，接待從臺灣偷渡回香港的阿強。
- 香港海關調查員（陳迪克飾演）：
- 包租婆（甘露飾演）：臺灣基隆市，阿強的包租婆；
- 菲菲（邵音音飾演）：臺灣臺北市「水仙咖啡廳」的妓女，被阿榮包養；
- 蘇菲 （20世紀50年代末期國語片艷星「小野貓」鍾情客串）：臺灣臺北市「水仙咖啡廳」的妓女，與菲菲及阿榮是好朋友；
- 王中德（小麒麟飾演）：臺灣法務部調查局官員，香港移民，妻子叫做「阿蘭」，已有五個孩子。張探長的好朋友，協助他在臺灣調查。
- 醫生（潘有聲飾演）：婦科醫生，利嘉蓉懷疑懷有簡仕良的胎兒時，曾找他檢查，被他驗出利嘉蓉自身毛病，極難懷孕！
- 溫哥華超級市場老闆（黎灼灼飾演）：香港元朗移民，有一個孫女，在溫哥華經營超級市場，喜歡聽粵曲。
- 伍保羅（？飾演）：一位缺德的建築工程師，『華懋建築公司』的奸細，使雍、利、羅三家合資投資中東工程泡湯。
- 潘律師（李壽祺飾演）：雍家、利家的律師。

## 軼事
1977年12月30日（星期五）下午2時在九龍尖沙嘴漆咸道61－65號百樂酒店（Park Hotel）試映招待新聞記者，出席藝員包括馮寶寶、鄒世孝（監製及編導）、胡楓、歐陽佩珊、禤素霞。1977年12月31日（星期六）晚上9時至11時優先播映兩集，然後在1978年1月2日（星期一）開始每週星期一至星期五晚上7時至8時接著《電視人》播放，與無線電視翡翠劇場的《大亨》對戰。而且更邀得國語片艷星『小野貓』鍾情、國父孫中山先生曾侄孫孫必勝及電視玉女藝員黃楚穎客串演出。
本劇曾多次在亞洲電視頻道重播，最後一次是於2015年2月至4月期間在歲月留聲播放。重組後的亞洲電視數碼媒體也將本劇放在點播區供會員付費觀看，2021年3月起，亞視將本劇上載至旗下官方YouTube頻道內，並可免費觀賞。

## 節目變遷
| 上一套： 電視人 | 麗的中文第一台主線劇集 追族 | 麗的中文第一台主線劇集 追族 | 下一套： 鱷魚淚 |